# نشوء الفيروسات
توجد الفيروسات حيث توجد الحياة، وربما تكون قد وجدت منذ تطور الخلايا الحية الأولى. أصل الفيروسات غير واضح لأنها لم تشكل حفريات، لذلك فالتقنيات الجزيئية كانت وسيلة مفيدة للغاية للتحقيق في كيفية نشوئها. هذه التقنيات تعتمد على توافر الدنا أو الرنا الفيروسي القديم، لكن لسوء الحظ فإن معظم الفيروسات التي تم حفظها وتخزينها في المختبرات تعود لأقل من 90 عاما. هناك ثلاث فرضيات رئيسية تحاول تفسير نشأة الفيروسات:

## فرضية التقهقر
وتنص على أنه ربما كانت الفيروسات خلايا صغيرة تتطفل على الخلايا الأكبر. بمرور الوقت، فقدت الجينات التي لا تحتاج إليها في التطفل. يدعم هذه الفرضية بكتيريا الريكتسيا والكلاميديا التي هي خلايا حية يمكنها التكاثر فقط داخل خلية مضيفة مثل الفيروسات. واعتمادها على التطفل من المحتمل أن يكون هو سبب خسارة الجينات التي تمكنها من البقاء على قيد الحياة خارج الخلية. هذا ما يسمى أيضا فرضية الانحطاط.
أي أن الفيروسات نشأت نتيجة تطور رجعي لكائنات دقيقة كانت تعيش معيشة حرة.
فكانت كائنات حية دقيقة خلوية وتطورت رجعيا لتفقد أشكالها وتراكيبها الأصلية ثم أصبحت جزيئات متطفلة إجبارياً على كائنات أخرى (فيروسات).

## فرضية المنشأ الخلوي
و تنص على أن بعض الفيروسات قد تطورت من أجزاء «ناجية» من الدنا أو الرنا لجينات وراثية لكائنات أكبر. الدنا الناجي يمكن أن يأتي من البلازميدات (قطعة من الدنا المجرد التي يمكن أن تنتقل بين الخلايا) أو من ينقولات (جزيئات الدنا التي تتكرر وتنتقل بين أماكن مختلفة داخل جينات الخلية). الينقولات هي مثال على العناصر الوراثية المتحركة ويمكن أن تكون أصل لبعض الفيروسات، سميت أولا «جينات القفز». اٍكتشفت في الذرة من قبل بربرة مكلنتوك عام 1950. وهذا مايسمى أحيانا فرضية التشرد.
أي أن الفيروسات مشتقة من المكونات الطبيعية للخلايا (مثل: الميتوكندريا - الكلوروبلاست - أجسام جولجي -...) أو جزء من المادة الوراثية (كروموسوم أو مجموعة من الجينات).
بحيث استطاعت هذه العضيات الاستقلال بذاتها عن الخلية ثم اتخذت بعد ذلك خلية العائل موضعاً لنشاطها وتضاعفها.

## فرضية التطور المشترك
وتنص على أنه قد تكون الفيروسات تطورت من جزيئات معقدة من البروتين والأحماض النووية في نفس الوقت الذي ظهرت للمرة الأولى الخلايا على سطح الأرض، واٍعتمدت على الحياة الخلوية لعدة ملايين من السنين. أشباه الفيروسات هي جزيئات الرنا التي لا تصنف على أنها فيروسات لأنها تفتقر لغشاء بروتيني، ومع ذلك، لديها الخصائص التي تشترك فيها العديد من الفيروسات وغالبا ما تسمى عوامل شبه فيروسية. أشباه الفيروسات هي المسبب الرئيسي للأمراض لدى النباتات، هي لا تشفر للبروتينات لكن تتفاعل مع الخلايا المضيفة وتستعمل آلية المضيف من أجل تكرارها (تكاثرها). فيروس التهاب الكبد د البشري له جينوم رنا مماثل لأشباه الفيروسات لكن له غشاء بروتيني مشتق من فيروس التهاب الكبد ب، اٍذا فهو فيروس معيب ولا يمكنه التكرار اٍلا بمساعدة فيروس التهاب الكبد ب. بالمثل، الفيروس الآكل 'سبوتنيك' يعتمد على الفيروس المحاكي، الذي يصيب أوالي المتحولة المشوكة الكاستيلانية. هذه الفيروسات التي تعتمد على وجود أنواع أخرى من الفيروسات في الخلايا المضيفة تسمى توابع وربما تمثل مرحلة تطورية وسيطة بين أشباه الفيروسات والفيروسات.
أي بمعنى أن الفيروسات نوع من أنواع الكائنات الحية التي ظهرت في مرحلة سابقة لنشأة الخلية.
وهذه النظرية غير واقعية حيث أن الفيروسات تعتمد في وجودها وتكاثرها على خلايا العائل اعتمادا كلياً.